# Spettroscopia fotoelettronica
Nella spettroscopia fotoelettronica o spettroscopia di fotoemissione si studiano le proprietà di atomi, molecole, e in generale dei materiali, osservando gli elettroni emessi per irradiamento con radiazione elettromagnetica.
A seconda dei sistemi in analisi, o del tipo di effetto che si vuole studiare, si scelgono radiazioni con lunghezza d'onda differente, in particolare si usano i raggi X o gli ultravioletti che causano la ionizzazione dei materiali.
Degli elettroni fotoemessi viene misurata l'energia, e a volte la distribuzione angolare (fotoemissione risolta in angolo).
Tra le proprietà dei materiali indagabili con queste tecniche ci sono la composizione chimica e la struttura dei livelli energetici.

## Fotoemissione
Iniettando un fascio di fotoni, l'elettrone assorbe un'energia pari a:
{\displaystyle h\nu =E_{I}+{\frac {1}{2}}m_{e}v^{2}}
dove {\displaystyle h} è la costante di Planck, {\displaystyle h\nu } l'energia del fotone incidente, {\displaystyle E_{I}} è l'energia di ionizzazione della specie che si vuole studiare e {\displaystyle m_{e}} è la massa dell'elettrone.
Se {\displaystyle \nu } è nota e si misura l'energia cinetica dell'elettrone, si può ottenere l'energia di ionizzazione.
L'intensità degli elettroni emessi fornisce informazioni sulla molteplicità del livello da cui provengono gli elettroni. La distribuzione angolare invece offre informazioni sulla natura degli orbitali.

## Fenomeni che possono avvenire
Se come sorgente si usa radiazione UV l'energia sarà sufficiente per strappare elettroni dagli orbitali di valenza, ci si riferisce a questa tecnica con il nome di UPS.
Se si usano raggi X si possono verificare invece diversi fenomeni. Si può strappare un elettrone di valenza in maniera analoga a quanto accade con radiazione UV, l'unica differenza sarà la maggiore energia cinetica dell'elettrone. L'elevata energia dei raggi X permette di strappare elettroni di core ottenendo un catione in uno stato notevolmente eccitato. Il rilassamento del catione potrà avvenire attraverso l'emissione di radiazione (fluorescenza XRF) oppure espellendo un ulteriore elettrone (effetto Auger). Le tecniche che impiegano raggi X vengono chiamate XPS (sigla di X-ray photoelectron spectroscopy).

### Meccanismi di ionizzazione
Se gli elettroni fossero effettivamente indipendenti, come assume l'approssimazione orbitalica, l'unico meccanismo di ionizzazione possibile sarebbe la ionizzazione diretta. In questo fenomeno gli elettroni del sistema nella ionizzazione rimangono negli stessi orbitali che occupavano precedentemente e solo in un secondo momento vi sarà il rilassamento. Ma in realtà gli elettroni sono tutt'altro che indipendenti, possono scambiarsi energia e possono avvenire meccanismi di promozione-ionizzazione.
Descrivendo tali fenomeni continuando ad avvalersi della rappresentazione orbitalica, si parla di shake-up quando la sorgente ionizzante comporta, oltre all'espulsione di un elettrone, anche la promozione di un elettrone a un orbitale di maggiore energia. Si parla invece di shake-off quando la sorgente ionizzante induce l'espulsione contemporanea di due elettroni. È necessario sottolineare che l'effetto Auger e lo skake-off non sono la medesima cosa, il primo, almeno a grandi linee, può essere compreso anche nell'ambito dell'approssimazione orbitalica in quanto il secondo elettrone viene espulso solo in seguito al rilassamento.
Nelle molecole si può verificare anche il meccanismo di autoionizzazione se le superfici di energia potenziale del sistema prevedono uno stato eccitato della molecola neutra a energia superiore rispetto a uno stato ionizzato. In tali casi, se la transizione elettronica tra stato fondamentale e stato eccitato è permessa si può avere:
A + hν → A*
A* → A+ + e-
Questo fenomeno può essere riconosciuto disponendo di una sorgente modulabile che permetta di indagare il sistema sia nelle condizioni di risonanza tra A e A* che in condizioni fuori dalla risonanza.

## Sorgenti

### Sorgenti UPS
L'energia minima richiesta per ionizzare atomi e molecole è tipicamente intorno a 10 eV, ma è auspicabile che gli elettroni emessi abbiano elevata energia cinetica, quindi è necessario che la sorgente fornisca almeno 20 eV e a volte anche di più. le sorgenti più impiegate sono He I e He II.
In He I l'elio viene sottoposto a scarica elettrica, che induce eccitazione e quindi fluorescenza.
La transizione predominante è 1P1(1s2p) → 1S0(1s2) di energia 21,22 eV e lunghezza d'onda 58,4nm.

In He II l'elio è molto più rarefatto e sottoposto a un campo elettrico più intenso, in queste condizioni si ha una significativa concentrazione di ioni He+ che dà transizioni n=2 → n=1 di energia 40,81 eV e lunghezza d'onda 30,4 nm.
La larghezza delle linee è intorno a 4 meV (32 cm-1), quindi si riesce a vedere la struttura vibrazionale ma non quella rotazionale.

### Sorgenti XPS
Le sorgenti XPS più comunemente usate sono MgKα e AlKα.
Un target di magnesio o alluminio viene bombardato con fasci di elettroni prodotti per effetto termoionico e poi accelerati in un tubo a vuoto. L'energia cinetica degli elettroni viene convertita in radiazione elettromagnetica continua (bremsstrahlung) e induce anche ionizzazione del bersaglio.
Per esempio nel caso del magnesio il fascio di elettroni strappa un elettrone dell'orbitale 1s generando il catione eccitato Mg+ (2S1/2), il seguente rilassamento agli stati Mg+ (2P3/2) e Mg+ (2P1/2) 
comporta la fluorescenza a energia 1253,7 eV e 1253,4 eV. Anche per AlKα si ottengono due linee: a 1486,7 eV e 1486,3 eV. Si utilizza poi un reticolo di diffrazione come monocromatore per eliminare il bremsstrahlung, però la larghezza della linea rimane comunque ampia 0,2 eV (1600 cm-1), ciò significa che non si riuscirà a vedere la struttura vibrazionale.

### Sincrotrone
Se un fascio di elettroni viene mantenuto in moto a velocità costante lungo un percorso circolare emetterà tangenzialmente alla direzione del moto radiazione elettromagnetica continua, dall'infrarosso ai raggi X polarizzata lungo il piano del moto. È poi possibile selezionare la frequenza voluta grazie all'impiego di un monocromatore.

Questa sorgente, oltre al vantaggio di poter essere modulata, presenta un'intensità notevolmente maggiore rispetto alle sorgenti standard.
Per l'interessante tecnica EXAFS è indispensabile disporre di una sorgente di questo tipo.
C'è però l'inconveniente che le apparecchiature necessarie sono mastodontiche (di norma il raggio della circonferenza supera i 15 metri) e i costi sono di conseguenza elevati.
In Italia vi è un unico sincrotrone che viene impiegato per la spettroscopia fotoelettronica e per la diffrazione dei raggi X, si trova a Trieste.

## Misura dell'energia cinetica degli elettroni
I due metodi principali per misurare l'energia cinetica degli elettroni sono il metodo a campo ritardante e quello a deflessione, per le misure ad elevata risoluzione si usa invece la tecnica ZEKE.
Ovviamente in tutte le strumentazioni sperimentali sarà necessario applicare il vuoto spinto per non avere interferenze ed evitare che gli elettroni emessi vengano perduti nell'interazione con la materia.

### Campo ritardante
Il campione viene immesso in una struttura cilindrica circondata da due griglie metalliche concentriche, all'esterno vi è poi il detector (collettore). La radiazione ionizzante viene immessa da direzione opposta a quella del campione e i fotoelettroni generati nell'asse del cilindro passeranno quindi attraverso le griglie per poi essere rilevati dal collettore. Viene applicata una differenza di potenziale tra le griglie ritardanti, aumentandola lentamente. Quando ΔVe = hν - EI = 1/2mev2 si avrà una brusca diminuzione del numero di elettroni che raggiungono il collettore. Questa tecnica ha lo svantaggio di avere una scarsa risoluzione poiché circa il 30% degli elettroni emessi vengono "catturati" dalle griglie ritardanti.

### Deflessione
I fotoelettroni vengono incanalati in un percorso semicircolare e sottoposti a un campo elettrostatico modulabile (settore elettrostatico). Gli elettroni riusciranno a compiere l'intero percorso solo se il campo è compatibile con l'energia cinetica. Vengono impiegate calotte semicircolari per aumentare la frazione dei fotoelettroni con direzione "buona" per la rilevazione.

### ZEKE
La risoluzione della spettroscopia fotoelettronica è scarsa rispetto a quella delle altre tecniche spettroscopiche per via della difficoltà di eseguire misure accurate dell'energia degli elettroni. Se si fosse in grado di rilevare gli elettroni emessi con energia cinetica uguale a zero si otterrebbe direttamente l'energia di ionizzazione superando questo inconveniente. Le tecniche ZEKE (Zero Kinetic Energy) si avvalgono in genere di sorgenti ionizzanti modulabili (sincrotrone o laser) e in seguito verificano se sono stati prodotti elettroni con energia cinetica uguale a zero. Per aumentare la ulteriormente la risoluzione si può applicare la tecnica ZEKE a fasci molecolari, limitando il numero degli stati popolati inizialmente delle molecole neutre.

## Regole di selezione
Tutte le ionizzazioni sono permesse perché l'elettrone espulso potrà assumere un qualsiasi valore del momento angolare. Nel caso degli atomi la regola di selezione generale delle transizioni elettroniche (Δl = ±1), sempre nell'ambito dell'approssimazione orbitalica, potrà quindi essere soddisfatta per ogni orbitale di partenza. Stesso discorso vale nelle molecole.